# L-酒石酸
L-酒石酸，英文名 L(+)-Tartaric Acid,分子式C4H6O6，是白色细至粗结晶或无色半透明晶体粉末，分子量：150.09，密度1.76。熔点168-172℃。闪点210℃。水溶性1390 g/L (20℃)。

## 用途
在食品工业、饮料行业，作为矫味剂、酸味剂、抗氧化剂、饮料添加剂，主要用作于葡萄酒中的有机酸。

在化工行业、药物工业，用作于助剂、还原剂。

## 贮存
在避光、密封、通风、室温较低、干燥阴凉处贮存。